# Bancroft Library

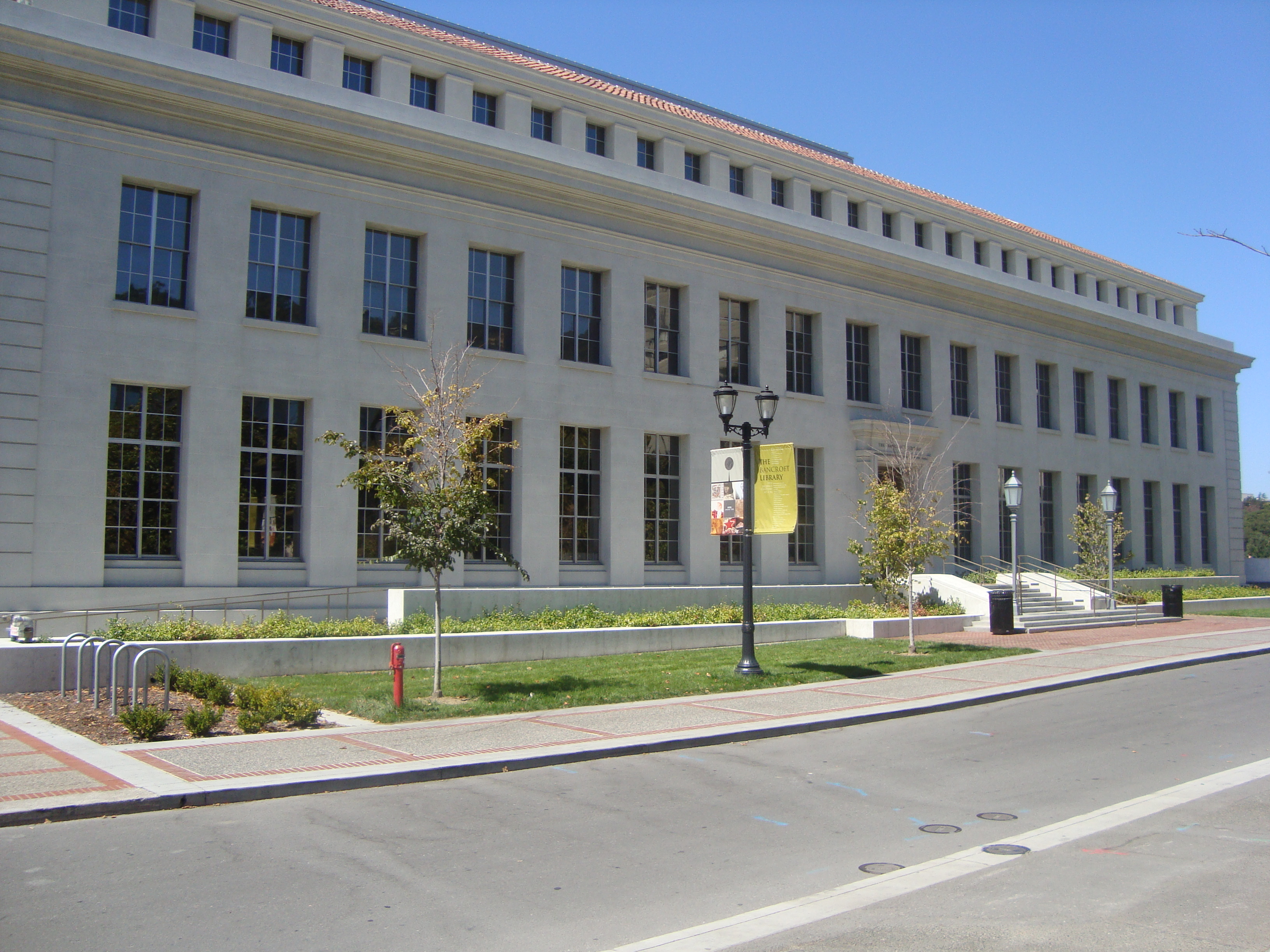
De Bancroft Library op de universiteitscampus in Berkeley.

De Bancroft Library is de hoofdbibliotheek voor bijzondere collecties van de Universiteit van Californië - Berkeley. Het gebouw bevindt zich centraal op de campus, schuin tegenover Sather Tower.

## Geschiedenis van de collecties
De basis werd gelegd toen de universiteit de boekenverzameling van historicus Hubert Howe Bancroft (1832-1918), met 50.000 werken over de geschiedenis van Californië en het westen van Noord-Amerika, verkreeg. In 1905, toen de collectie aangekocht werd, was dat de grootste verzameling in z'n soort en dat is het nog steeds. Tot de jaren 60 bleef men de collectie uitbreiden met werken over het Amerikaanse Westen, maar vanaf de jaren 70 begon het blikveld te verbreden. Zo werd de afdeling zeldzame boeken en bijzondere collecties in 1970 aan de Bancroft Library toegevoegd; daartoe behoorden onder andere de archieven van Mark Twain, een archief van oude Egyptische papyrus-documenten, alsook middeleeuwse handschriften, incunabelen en zeldzame gedrukte boeken en de manuscripten van literaire werken van Californische schrijvers. In 2009 bewaarde de Bancroft-bibliotheek naar schatting 600.000 boeken, 16,8 kilometer aan archiefdocumenten en manuscripten, bijna 8 miljoen foto's en negatieven en meer dan 20.000 historische kaarten.